# Западни Сијера Мадре
Западни Сијера Мадре (The Sierra Madre Occidental) је главни систем планинских ланаца северноамеричких Кордиљера, који се пружају у правцу северозапад-југоисток, кроз северозападни и западни Мексико, и дуж Калифорнијског залива. Сијера Мадре је део америчких Кордиљера.

## Етимологија
Шпански назив Сијера Мадре на енглеском значи „матични планински ланац“, а “occidental” значи „западни“, дакле у преводу „западни матични планински ланац“. На истоку, Источни Сијера Мадре (The Sierra Madre Oriental) чији назив потиче од шпанске речи “oriental” што на српском значи „источни“, или „Источне матичне планине“, пружају се  углавном паралелно са Западним Сијера Мадре планинама дуж источног Мексика и Мексичког залива.
Планински ланац се протеже од северне државе Сонора у близини границе Мексика и САД у Аризони, југоисточно до трансмексичког вулканског појаса и ланца Сијера Мадре дел Сур (Sierra Madre del Sur). Високу висораван коју формира ланац, пресецају дубоке речне долине. Ова висораван је формирана од вулканске стене која прекрива метаморфне стене испод. 
Ово подизање тла узроковало је промене временских образаца, те су обилне кишне падавине које се јављају у планинама створиле  подручја у којима се екосистеми могу формирати у влажнијим областима него што је то околно земљиште. Овај извор воде формира сливове који сушном окружењу обезбеђују воду за наводњавање и обраду усева. Влажни екосистеми су острва биодиверзитета, која се значајно разликују од онога што би иначе био пустињски пејзаж. Биљни свет  који преовладава су храстове шуме и протежу се у низијским пустињама.
Ова шума и кањон пружали су место за живот разним народима, све док шпански насељеници са припадајућим метишима нису дошли и подигли градове уз руднике сребра на том подручју. Сада су главне индустријске гране у том подручју пољопривреда и шумарство, које су постале спорне због деградације земљишта и противљења домаћег становништва овој пракси.

## Географија
Ланац се протеже од севера ка југоистоку. Поред кањона  на североисточним падинама постоје и они којепресају  реке влажних западних падина,  нарочито у Бакарном кањону.

### Локација
Ланац се пружа  паралелно с пацифичком обалом Мексика, јужно од границе Аризона-Сонора, југоисточно преко источне Соноре, западне Чиваве (Chihuahua), Синалое (Sinaloa), Дуранга (Durango), Закатекаса (Zacatecas), Најарита (Nayarit), Халиска (Jalisco), Агуаскалијентеса (Aguascalientes) до Гуанајуата (Guanajuato), где се након преласка 1,250 km.спаја са Сијера Мадре дел Сур и трансверзалом вулкана Еје у централном Мексику.

### Регије
Сијера Тарахумара (Sierra Tarahumara) или Тарахумара је назив за регион Сијера Мадре који почиње на граници Дуранго и протеже се на север. Ово име потиче од урођеника Тарахумаре. Ово је пејзаж стрмих планина формираних од високе висоравни која је пресечена кањонима, укључујући Кањон бакра, већим и, местимично, дубљим од Великог кањона. Ова висораван има просечну надморску висину од 2.250 м са већином еродираних кањона на западној падини, због већег садржаја влаге.
Највећа узвишења јављају се у планинском ланцу Тарахумара. Тачна висина највиших врхова није позната, али су опсези прилично прецизни за потребе утврђивања њихове приближне  висине. Највиша тачка је вероватно Церо Моxинора   (Cerro Mohinora). Процене за висину планине почињу око 3.040 м и иду до 3.300 м. Међутим, Церо Барајас(Cerro Barajas), би могао бити висок 3.300 м, мада други извори наводе висину од 3.170 м. Надморска висина Церо Гордо (Cerro Gordo), је вероватно између 3.350 м и 3.340 м.
Јужни крај планина може се називати Сијера Хуичола (Sierra Huichola).  У овом пределу, Сијера Мадре почиње да уступа место Басенској и планинској области. Подружнице овог подручја укључују Сијера де Алица (Sierra de Alica) и Сијера Пајаритос (Sierra Pajaritos), оба у Најариту(Nayarit).

### Воде
Планине делују као извор воде, у иначе сушном окружењу, због повећаних падавина у планинском ланцу. Као такве, реке које имају изворе у планинама пружају воду за наводњавање  околног земљишта. Потреба за водом за наводњавањем подстакла је изградњу брана, што је извор забринутости за животну средину у том подручју.
Северни крај ланца је сушнији; отуда је и река Јакуи (Yaqui River), која одводи то подручје, важан извор наводњавања у држави Сонора. Јакуи се слива у Калифорнијски залив, као и река Хумаја (Humaya River) у Синалои и река Фуерте (Fuerte River) даље на југ. Рио Гранде де Сантијаго(Río Grande de Santiago) одводи 100.000 km² од јужних падина Сијера Мадре. Дуж сушнијих источних падина планина, река Назас (Nazas River) и река Агуанавал (Aguanaval River) одводе планине у правцу затвореног базена. Ове планине обезбеђују 90% воде која се користи за наводњавање унутар слива. Северно од овог система налази се река Кончос (Conchos River) која се улива у Рио Гранде.

## Геологија
Западни Сијера Мадре је високи плато вулканске стене који је еродирао у областима откривајући темељ састављен од плутонских и седиментних стена испод две групе екструзивних вулкана. Доња од ових група је низ вулканских стена формираних токовима лаве. Површина платоа састоји се од друге серије вулканских игнимбрита, покривених углавном органским тлом богатим глином. Некe интрузије  у том подручју наталожиле су жиле руда које су комерцијално исплативе.
Предео је обликован након постављања стена. Реке су усекле долине на висоравни, пратећи наборе у стенама. Стене су се одломиле са падина, формирајући камените стране. Матична стена је покривена глиновитим тлом, осим у еродираним областима, где вода односи наслаге остављајући камену површину.

### Структуре
Сматра се да су Сијера планине дебело језгро прекривено вулканима које је нагрижено бројним рекама. Неки сматрају да основа планина има бројне интрузије које је направила мафична магма. На њиховој површини, планине су сачињене од игнимбритног слоја великих размера, који је урезан ријекама које се формирају из кишних падавина у планинама. Површина платоа готово је искључиво из друге серије токова због чега је стена, која је највидљивија, игнимбрита са слојевима тока лаве. Регија има генерално пружање у правцу  северозапад- југоисток.

## Клима
Клима се знатно разликује између северног и јужног краја овог дугог планинског ланца. До сезонских варијација долази и због присуства великих количина топле воде која испоручује топли влажни ваздух са сваке стране подручја. Овај регион пролази кроз сезонску разноликост са две влажне сезоне, укључујући летњи монсун и две сушне сезоне које се јављају сваке године.

### Температура, притисак и ветар
Промене ваздушног притиска у северозападном Мексику и југозападу Сједињених Држава главни су узроци сезонских промена у Сиера Мадре. Подручје високог притиска које се зими налази над планинама, почиње да се креће северно од планина у Нови Мексико током месеца јуна. Висок притисак почиње да се руши и креће ка југу током септембра или октобра; међутим, поремећај се обично одвија споријим темпом од кретања према северу. Овај појас високог притиска повезан је са механиком која формира Бермудски антициклон.
Клима у планинама је блага. Летње температуре одржавају константан ниво. Максималне температуре су обично у јулу око 31 °C, са просечним температурама од око 16 °C током овог истог периода. Просечне годишње температуре су између 13–18 °C изнад 1.800 метара. У вишим планинама могу се јавити температуре испод границе смрзавања, а снежне падавине се јављају у одређено доба године.
Током летњег монсуна, обрасци ветра подлежу великим променама.У мају кроз планине има врло мало струјања ветра већих размера, већина циркулише око планина, премда је копнени ток присутан. Како се високи притисак помера према северу, ваздух се извлачи из Мексичког залива, доводећи источне ветрове увис у планине. На источној падини планине, дневни ветрови у успону теку до гребена, где се ток придружује западним ветровима. Планине узрокују конвекцију током следеће монсунске сезоне,током које ноћни ветрови на ниским нивоима у атмосфери померају влагу преко ноћи. Након пада високог притиска, обрасци ветра се враћају онима пре сезоне монсуна.

## Екологија
Планине стварају разнолике поставке за биљке и животиње стварањем различитих услова у окружењу. Шуме храста и борова у Западним Сијера Мадре налазе се на надморским висинама од 1.500–3.000 м у читавом планинском ланцу,али шуме у планинама се разликују према надморској висини и месту. Ова екорегија је позната по великом биодиверзитету и великом броју ендемских врста, као и по томе што омогућава неким врстама да прошире своју распрострањеност.

### Флора
Доминантне биљке варирају дуж планинског ланца, а станиште које представљају варира од раштрканих шума до лишћарских и четинарских шума.
Надморска висина и ширина планинског ланца су главни фактори који одређују доминантне биљке. Храстови доминирају доњим деловима планина, где састојине расту до око 1.000 м. Неке врсте храста чак се настављају у околне екосистеме. На западним падинама ланца такође се јавља облачна шума, углавном на падинама средњих кота са мало излагања ветру или сунцу на јужном крају венца. На вишим надморским висинама борови почињу да расту поред храстова, а борови почињу да доминирају над храстовима на вишим надморским висинама. На високим узвишењима и на северу, мешовите шуме четинара постају доминантан екосистем. Ове шуме се састоје углавном од бора и јеле, које почињу да расту на овим узвишењима. На неким планинским врховима постоје и травњаци, окружени шумом која се јавља у тим крајевима.
Биљке у том подручју обично имају велике реакције на климатске промене са сваком сезоном. Сезона монсуна је највећи од ових ефеката, са пупољцима листова који следе само неколико месеци након што киша започне. Сезона цветања се дешава у месецима који претходе летњем монсуну. Ово је само врхунац сезоне цветања, са биљкама које цветају током целе године. Због раног цветања, плод је зрео, а семе се расипа на почетку киша. Постоје и подручја у којима биљке слабо реагују на годишња доба, посебно она подручја која имају влажне услове, узроковане надморским висинама. Ове биљке могу одржавати лишће током времена када су друга подручја у сушној сезони, током које већина листопадног дрвећа нема лишће.

### Фауна
Планине су често пролаз за врсте омогућавајући већу разноликост у том подручју, комбиновањем врста из различитих региона. Животиње које се типично везују за сува и планинска станишта, деле планине са врстама повезаним са стаништима јужније.
Постоје многе врсте сисара месождера и сваштоједа који су пореклом са овог подручја, иако је неколико истребљено или припада угроженим врстама. Распрострањеност мексичког вука у планинама ограничена је на подножје Дуранга или је животиња можда истребљена;популација црног медведа је мала, а потврђено је да је мексички гризли, који је овде некада живео,  изумро.Јагуари и оцелоти су такође сада ретки. С друге стране, планински лав и мачка сe чешће срећу. На источним падинама, широм планина живе амерички јазавац, којот и сива лисица. Домаћи копитари укључују јелена белог репа, јелена мазге и пекарије с овратником.Глодари и лагоморфи обухватају зечеве, који живе у шумама западних падина, веверице са литица, стеновиту веверицу, мексичку лисичју веверицу и разне врсте мишева. У планинама, станиште имају и ракун, твор са свињастим носем и твор са капуљачом. Белоноси ракун живи на западним падинама, а мачка с прстенастим репом живи на читавом простору. Многе врсте слепих мишева такође живе у планинама.
На овом и околном подручју обитавају  разне врсте гуштера. Жаба Тарахумара живи у храстовим и боровим шумама, преферирајући текуће воде од стајаћих. У јужном делу планине Сонора, краљевска змија настањује подручје од пустиње Чихуахуа ка планинама. Остале змије и жабе живе у планинама, а многе врсте живе на западним падинама.
Птице су честе у планинама, неке их користе као миграторни пут, а друге су настањене као домаће врсте. Птице селице често користе подручје на западу за презимљавање  и мигрирају на север дуж западних падина. У северним кањонима, птице се могу поделити према различитим стаништима, или тачније, према различитим типовима шума, што доводи до поделе према надморској висини. Неке од ових висинских разлика могу чак проширити домет неких врста, омогућавајући тропским врстама да користе планинске долине за миграцију. Врсте птица, које су ендемске за  Западни Сијера Мадре, укључују чупаву соју, подврсте „сивих ушију“, црвену ушицу, ухову кецалу, папагаја са дебељушцима, а раније је обухватао и царског детлића, који је вероватно изумро.
У рекама и потоцима овог ланца живе неке од најјужнијих популација пастрмке у Северној Америци. Ове популације су вероватно аутохтоне, иако то није опште прихваћен став. Инвазивне рибе се такмиче са аутохтоним врстама, што изазива забринутост истраживача, заједно са забринутошћу због утицаја сече шума на ове врсте.

## Људи и историја
У планинама живи неколико аутохтоних народа које говоре утоазтечким језицима, укључујући Тарахумару у централном делу ланца, Хуичол (Huichol) у јужном делу ланца и Тепехуанце (Tepehuanes) на источним падинама.

### Праисторија
Познато је да су архаичне културе насељавале Сијера Мадре као и околне  територије, али се мало зна о тој култури, иако се она разликује између северног и јужног подручја. Аграрна култура Чалчивитес (agrarian Chalchihuites Culture) започела је формирањем пољопривредних заједница око првог века нове ере, а  задржала је облик мале заједнице до 300. године нове ере, када је уз појаву нових пољопривредних техника дошло до великог раста становништва све до 500. године нове ере. Ова култура је почела да пропада у деветом веку. Моголонска култура је описана у северном подножју. Локације бележе појаву културе око 900. године нове ере, а њено напуштање отприлике 1000–1100 године нове ере. Током периода, за који се процењује да је дошло до пропадања Моголона, култура Рио Сонора започела је пољопривредни развој дуж Рио Соноре и река које се у њу уливају. Ова култура производила је грнчарију и живела у јамама, све од 1150. до 1200. год. када су почели да граде станове на површини. Изградња ових кућа завршена је око 1550 нове ере.